# 藝術創作碩士
藝術創作碩士（英語：Master of Fine Arts，簡寫）又稱藝術碩士、美術碩士，被認為是藝術領域最高學位，是一項在藝術領域的研究生學位，其通常要求取得學士學位後，進行兩到三年的研究生訓練。課程上多以藝術創作、進階運用（包括各種研究與學科範疇），並以一個常見的藝術類型為主修。藝術碩士學位是全球性的，在許多國家都得到認可。
藝術創作碩士最常見的主修為視覺藝術、設計、電影製作、戲劇、創意寫作、動畫、攝影、舞蹈等。继艺术硕士（MFA）后，少部份大學頒有艺术博士（Doctor of Fine Arts；DFA），其以名譽學位方式頒授為主，非一般課程學位。
提供藝術創作碩士的研究所，通常要求申請者要具有學士學位，然而並不強制要求他們要有藝術領域學士學位，在申請文件當中，最常作為評審要點的是一份申請者的作品集。
藝術創作碩士與文学碩士（MA）的區分在於：藝術創作碩士必須完成較多的藝術實作課程，而文學碩士則無。

## 參看
- 硕士